# Journal Peau-Rouge
Journal Peau-Rouge est un roman de Jean Raspail publié en 1975 aux éditions Robert Laffont.

## Résumé
L'ouvrage est un récit de voyage, un journal tenu par Jean Raspail lors de ses rencontres avec les derniers descendants des tribus indiennes sur le territoire des États-Unis.

## Chapitres
1. Whitemen, big shitters
2. Les descendants des enfileurs de perles
3. La guerre des Onondagas
4. Les tribus du silence
5. Les plumes des Indiens sans plumes
6. Oklahoma home
7. Les émirs dansent la danse de la guerre, le dimanche
8. Taos, la haine, le mystère et l'argent
9. Le cinquante et unième État des États-Unis d'Amérique
10. L'eau de feu
11. Les Crows, ou la sagesse

## Éditions
- Journal Peau-Rouge, Éditions Robert Laffont, 1975  (ISBN 2-221-06672-3).